# Baptisterio

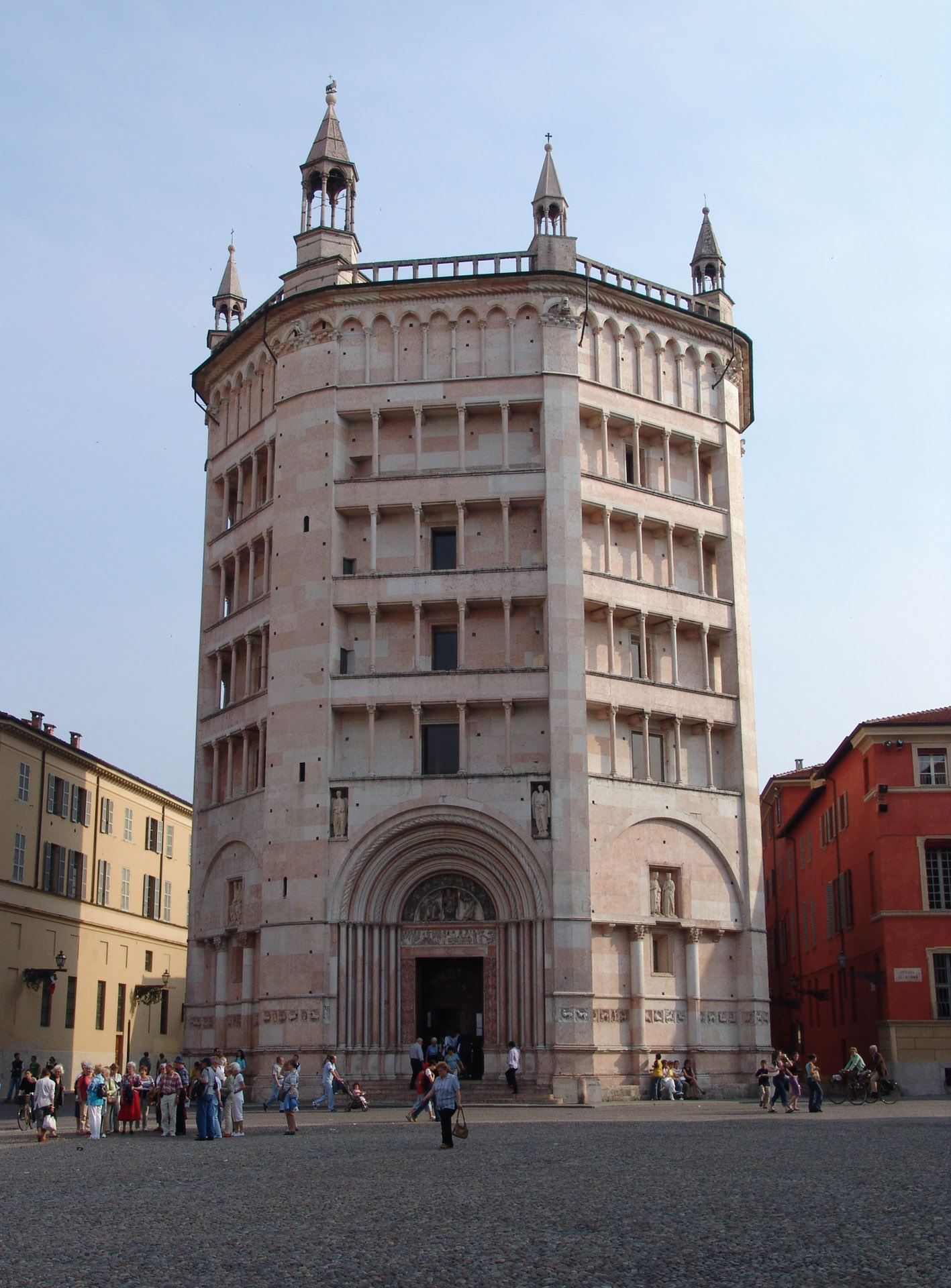
Baptisterio de Parma.

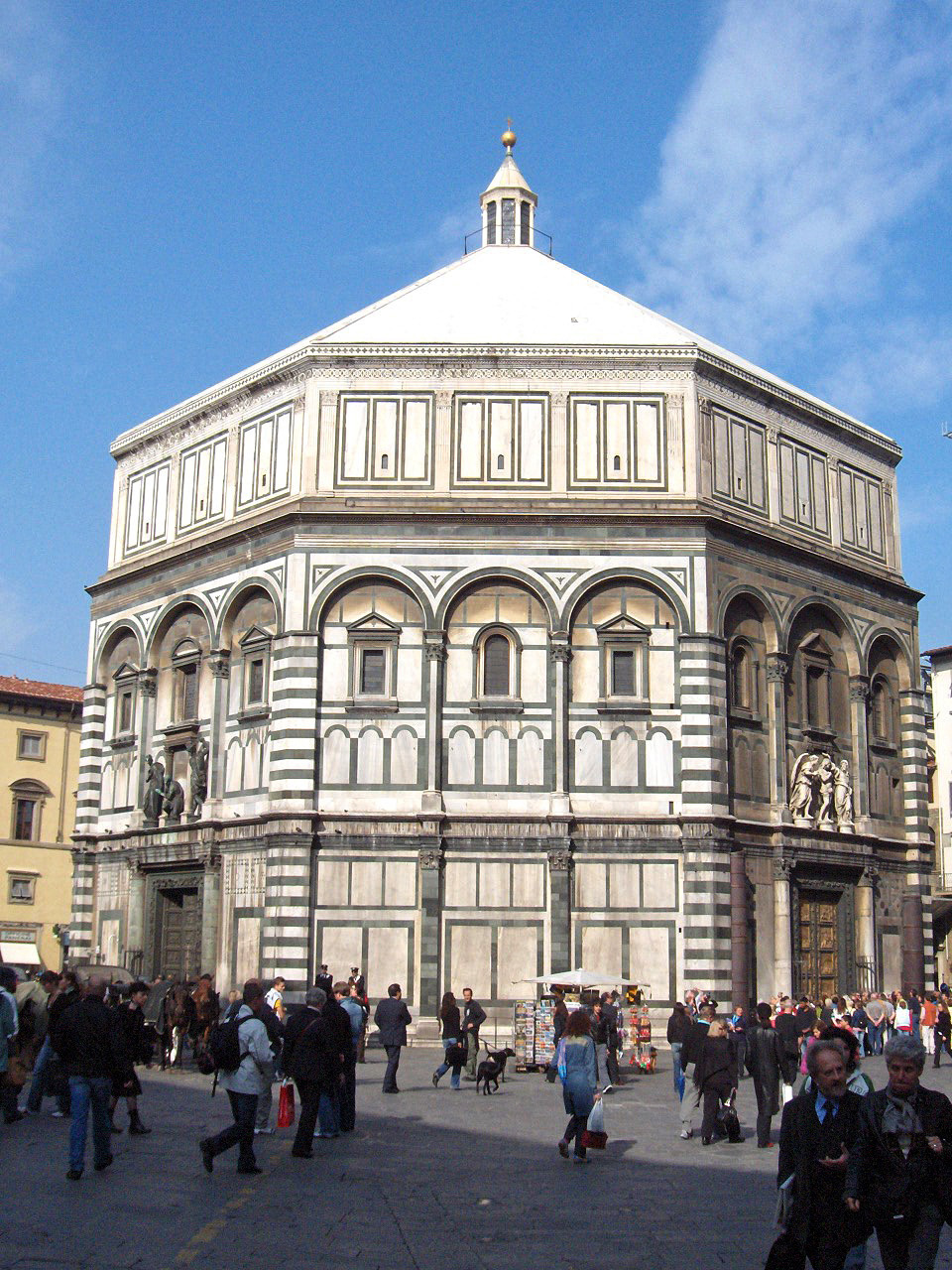
Baptisterio de Florencia.

Los baptisterios o comúnmente bautisterios, palabra proveniente del latín baptisterium, sirven para designar a las pequeñas iglesias y capillas destinadas a la administración del bautismo, ya estén aisladas de las grandes basílicas (aunque siempre próximas a estas), adosadas a ellas o dentro de las mismas.

## Diseño
Se construyeron en edificio aparte del de la iglesia en la época del emperador romano Constantino (r. 306-337), preferiblemente frente a su puerta principal. Hasta el siglo VI, solo las catedrales tenían baptisterios y son ya raros encontrarlos así a partir del siglo VII. En cambio, se dispusieron como capilla en todas las parroquias a partir de dicho siglo.
Cuando los baptisterios se erigían en edificio separado se elevaban sobre planta central circular o poligonal (principalmente, octogonal) y se coronaban con una cúpula de idéntica planta que se sostenía por arcos apoyados en una columnata concéntrica al muro. Su interior se adornaba con mosaicos y pinturas y en el centro del plano se alzaba la gran pila bautismal de piedra. Casi todos los baptisterios se dedicaron a san Juan Bautista y no se fundaban sino en las ciudades que tenían obispo.
El baptisterio paleocristiano de San Juan en Fuente, en la catedral de Nápoles, se considera el más antiguo de Occidente. Es célebre y típico entre otros el baptisterio de San Juan de Letrán que data de la época de Constantino. Con él compite el mausoleo de Santa Constanza que probablemente sirvió también de baptisterio en la misma época. El primero se elevaba sobre planta octogonal y el segundo, sobre planta circular. Son también dignos de destacar los siguientes baptisterios italianos:
- de planta octogonal, los de Florencia, Bérgamo, Cremona, Milán, Parma, Pistoia, Rávena y Verona;
- de planta hexagonal, los de Aquilea, y Siena;
- de planta circular, los de Nocera Superiore y Pisa;
- de planta en cuadrifolio, el de Biella;
- de planta cuadrada, el de Padua;

También se erigieron desde el siglo XV numerosos baptisterios aislados en Francia, en el Norte de África, en Egipto, en Siria y en algunas otras regiones de Oriente. En España, apenas se conocen baptisterios con esta característica.
Se conoce también con el nombre de baptisterio al lugar o sección de la iglesia dedicado al bautismo, en el cual se ubica la pila bautismal.

## Historia

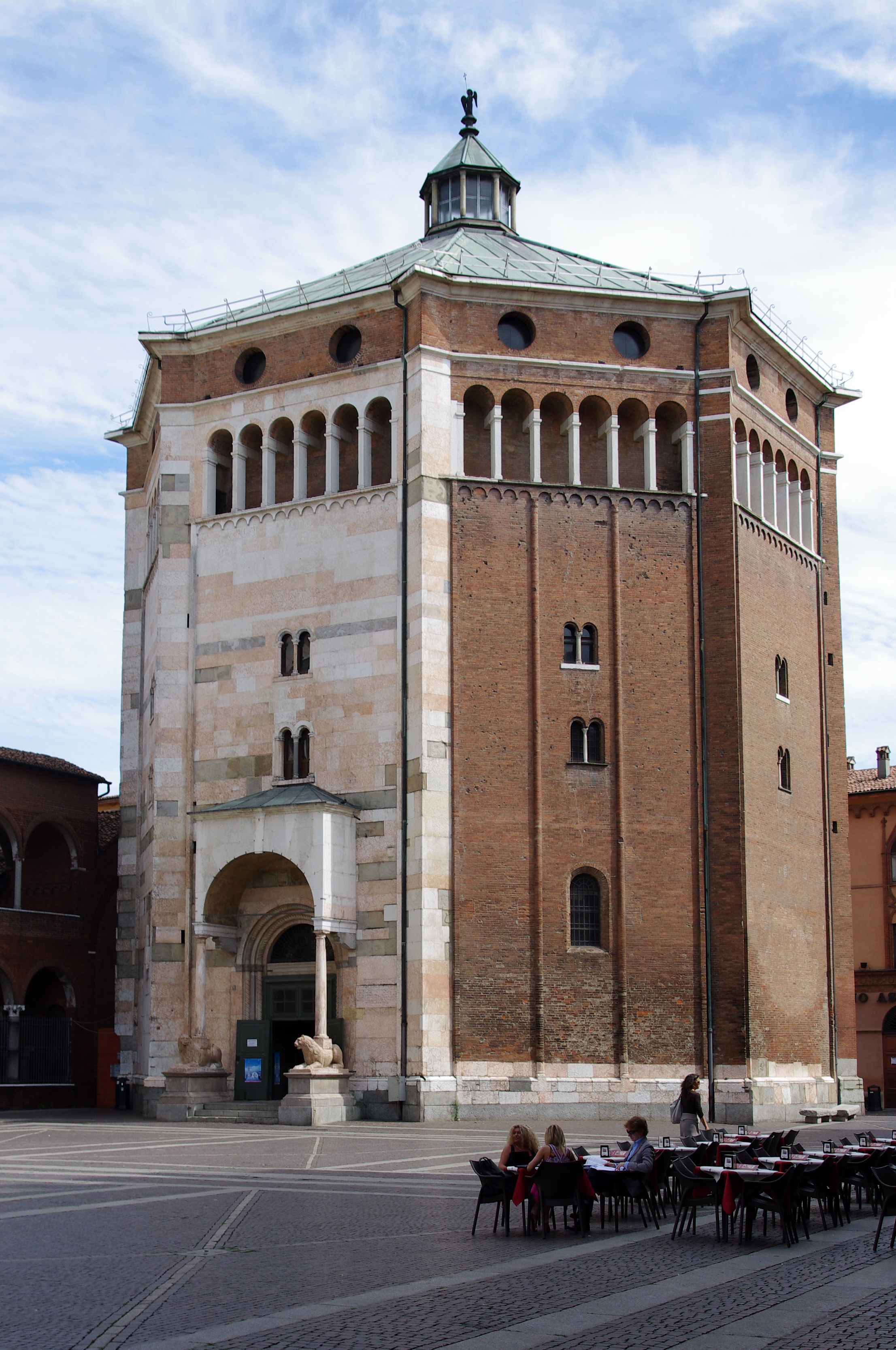
Baptisterio de Cremona

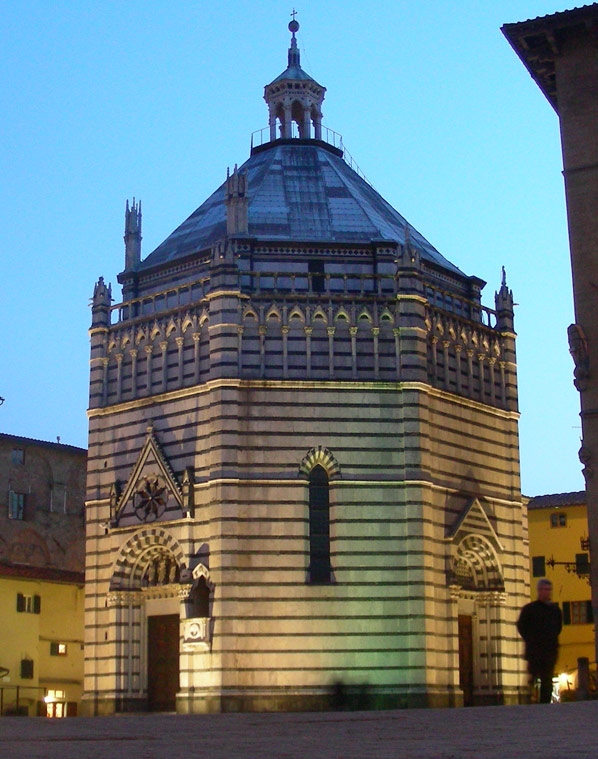
Baptisterio de Pistoia

Los primeros cristianos, según san Justino mártir y Tertuliano, no tenían más bautisterios que las fuentes, los ríos, los lagos o la mar que estuviesen más cerca de su habitación y como muchas veces la persecución no les permitía bautizar en medio del día, acudían de noche o conferían el bautismo en sus casas.
Después de que la religión cristiana llegó a ser la religión de los emperadores, además de las iglesias, se construyeron edificios particulares, destinados a la administración del bautismo y por esto se les llamó bautisterios o baptisterios. También allí se podía instruir a los catecúmenos en la Iglesia primitiva.
Pretenden algunos autores que estos bautisterios estaban colocados antiguamente en el vestíbulo interior de las iglesias, como lo están ahora nuestras pilas bautismales pero esto es un error. Los bautisterios eran edificios enteramente separados de las basílicas y situados a alguna distancia de los muros exteriores de estas. No dejan ninguna duda los testimonios de san Paulino, de san Cirilo de Jerusalén y de san Agustín. Separados así los bautisterios han subsistido hasta fines del siglo VI, aunque desde entonces haya habido algunos colocados en el vestíbulo interior de la iglesia, tal como en el que Clodoveo I recibió el bautismo de manos de san Remigio. Después, este uso se hizo general, si se exceptúan un pequeño número de iglesias que han conservado el antiguo, como la de Florencia y todas las ciudades episcopales de Toscana, la Metrópoli de Rávena y la iglesia de San Juan de Letrán en Roma.
La mayor parte de estos edificios eran de una capacidad considerable, en razón de que por la disciplina de los primeros siglos no se administraba entonces más que por inmersión y (fuera del caso de necesidad) solamente en las dos festividades más solemnes del año, la Pascua y Pentecostés. El numeroso concurso de los que se presentaban a recibir el bautismo y la decencia que exigía el que los hombres se bautizasen separados de las mujeres, requerían un local tanto más espacioso cuanto que era necesario disponer allí los altares en que los neófitos recibiesen la confirmación y la eucaristía, inmediatamente después del bautismo. Así el bautisterio de la iglesia de Santa Sofía, en Constantinopla, era tan espacioso que sirvió de asilo al emperador Basilisco, y de sala de reunión a un concilio muy numeroso.
Los baptisterios tenían muchos nombres diferentes, tales como piscina, lugar de iluminación, etc. todos relativos a las diferentes gracias que se recibían en ellos por el sacramento.

Antiguos baptisterios
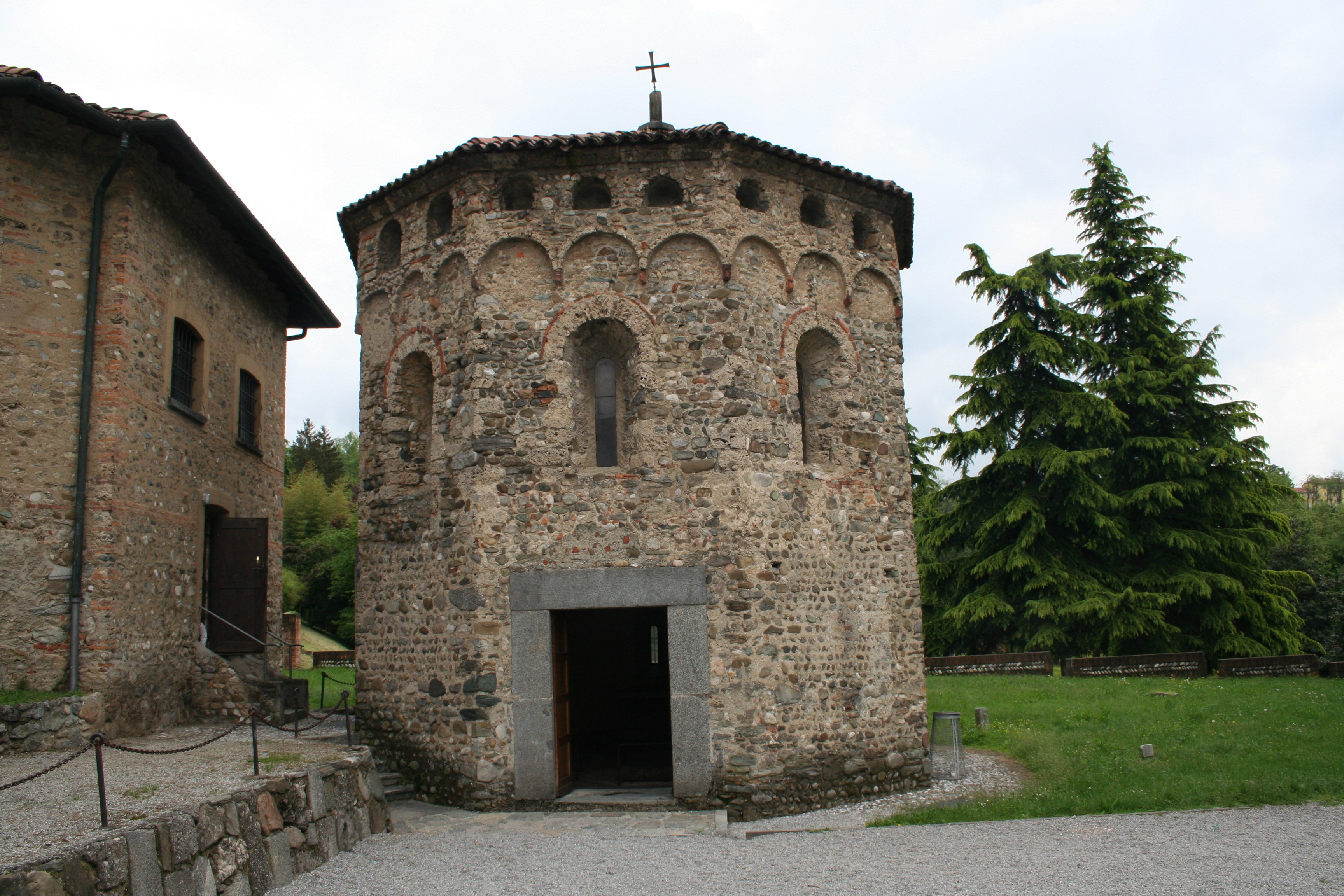
Baptisterio de Agliate
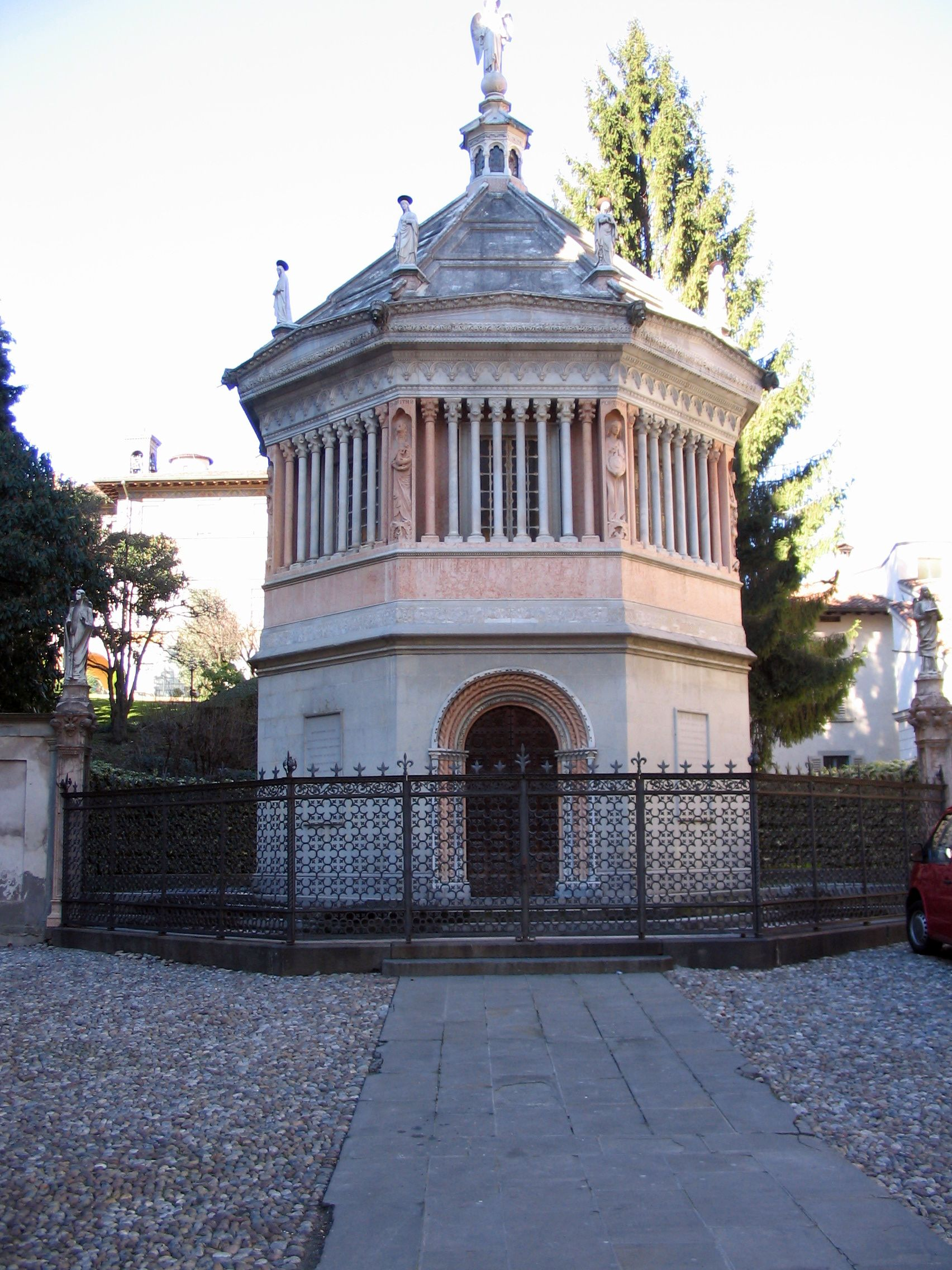
Baptisterio de Bérgamo
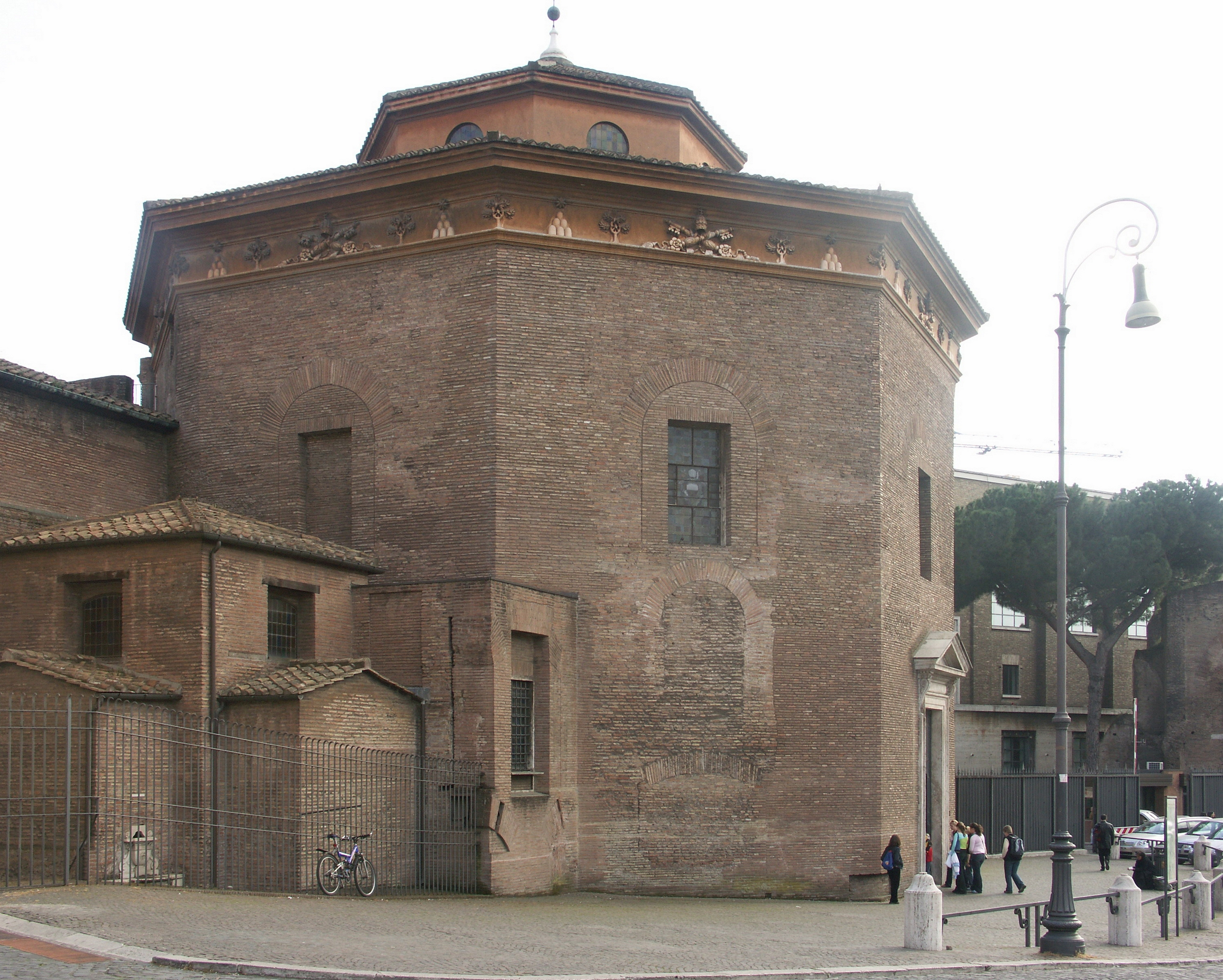
Baptisterio de Letrán
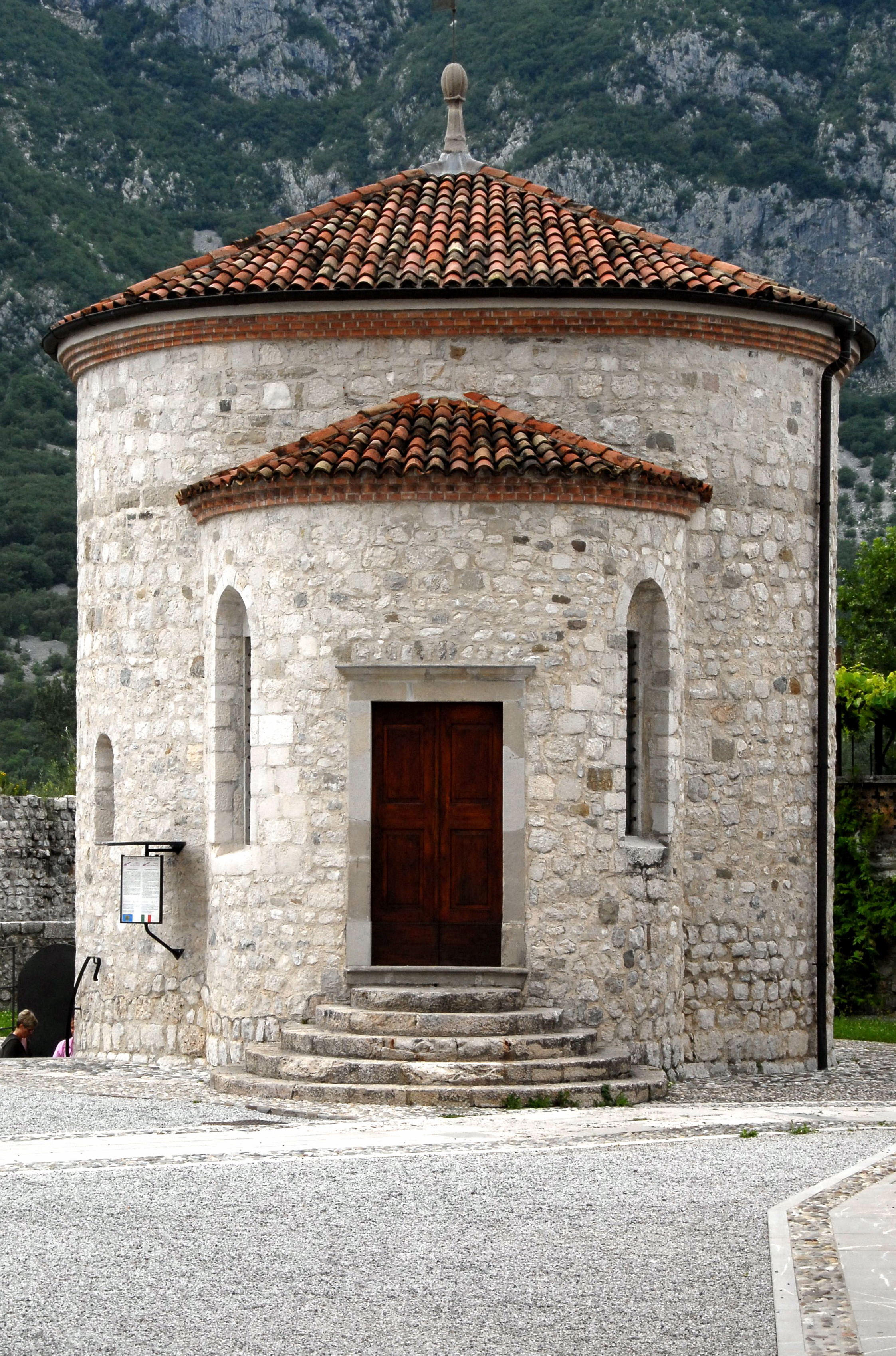
Baptisterio de Venzone
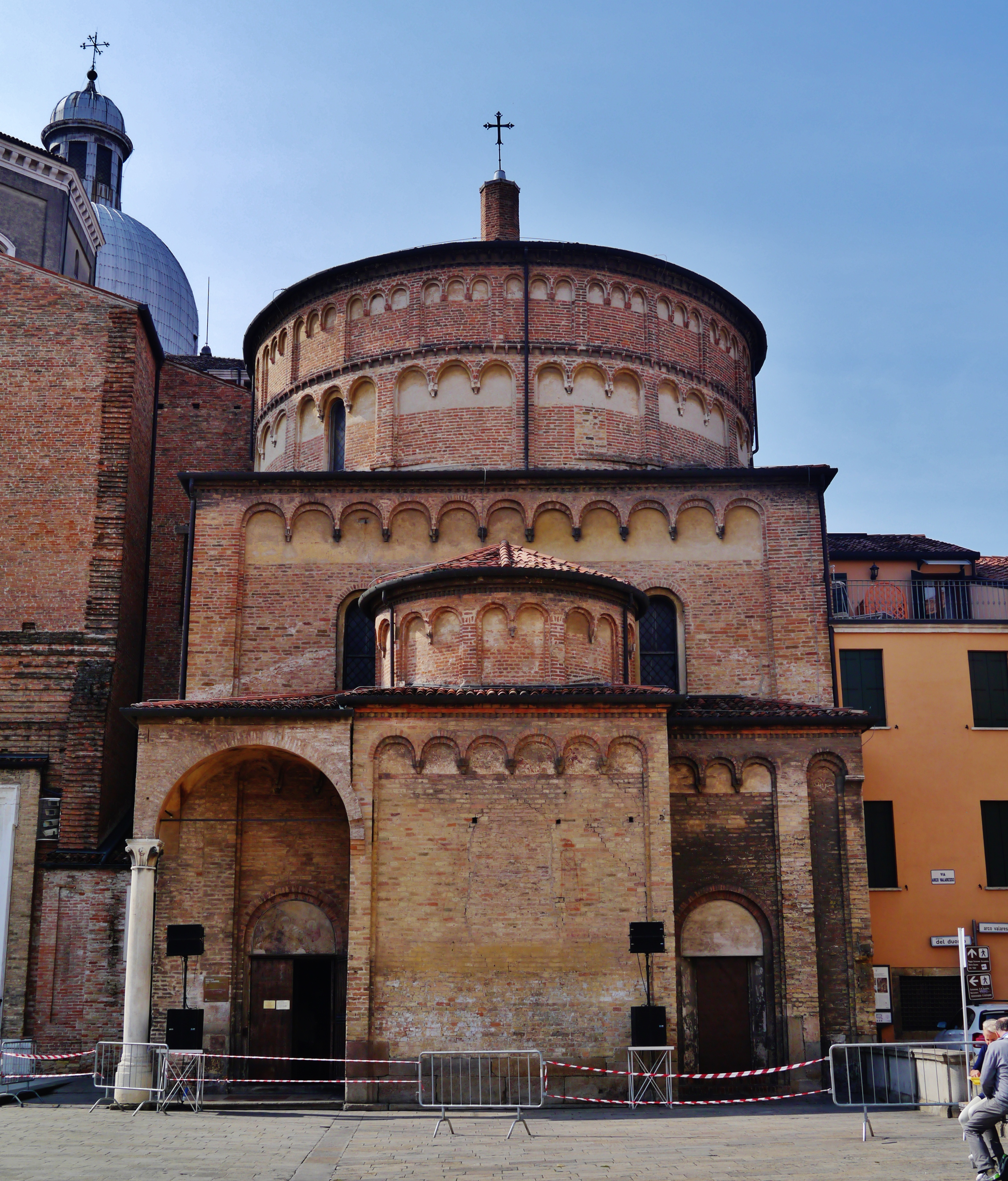
Baptisterio de Padua (1281)

### Forma de los baptisterios

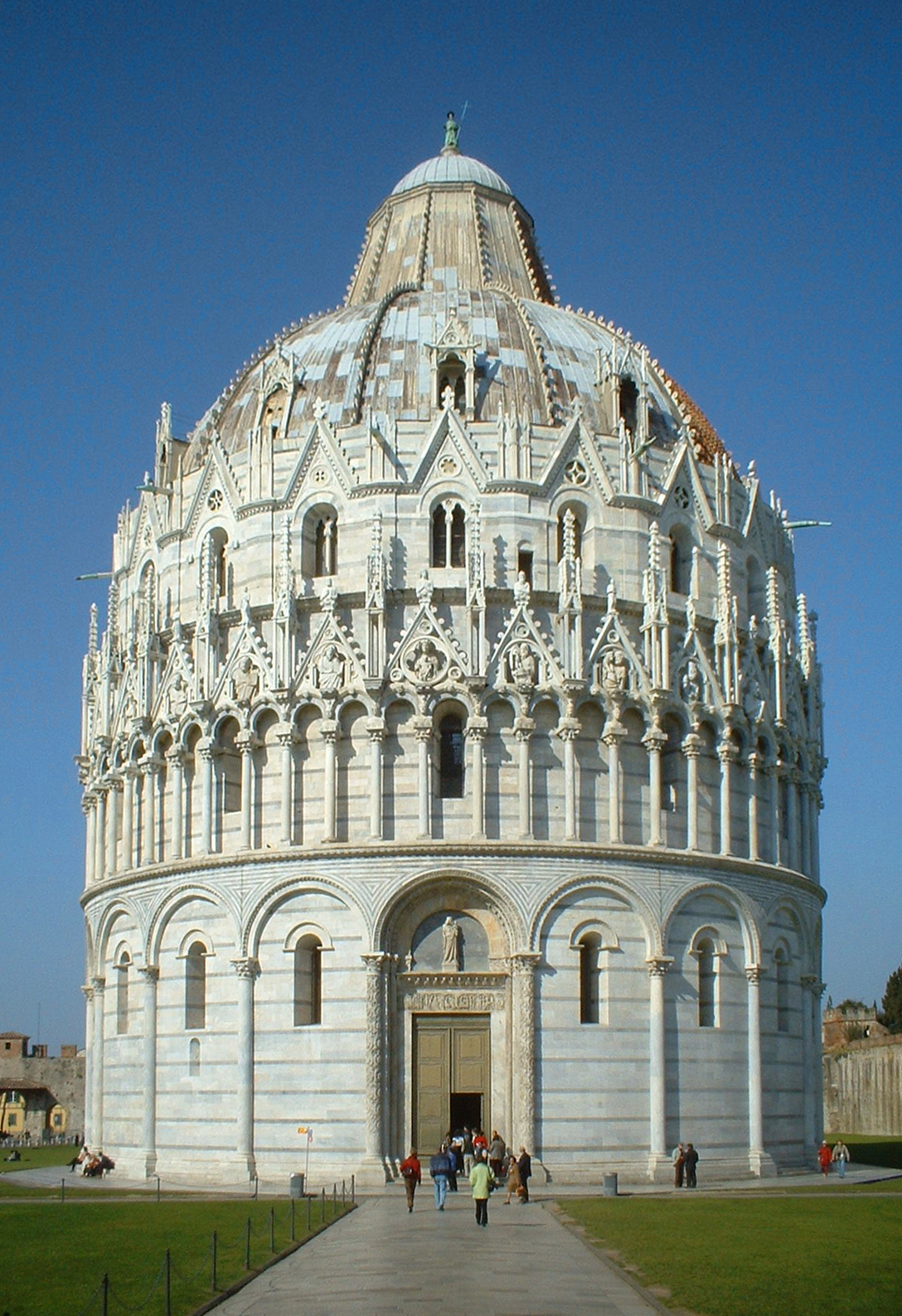
Baptisterio de Pisa

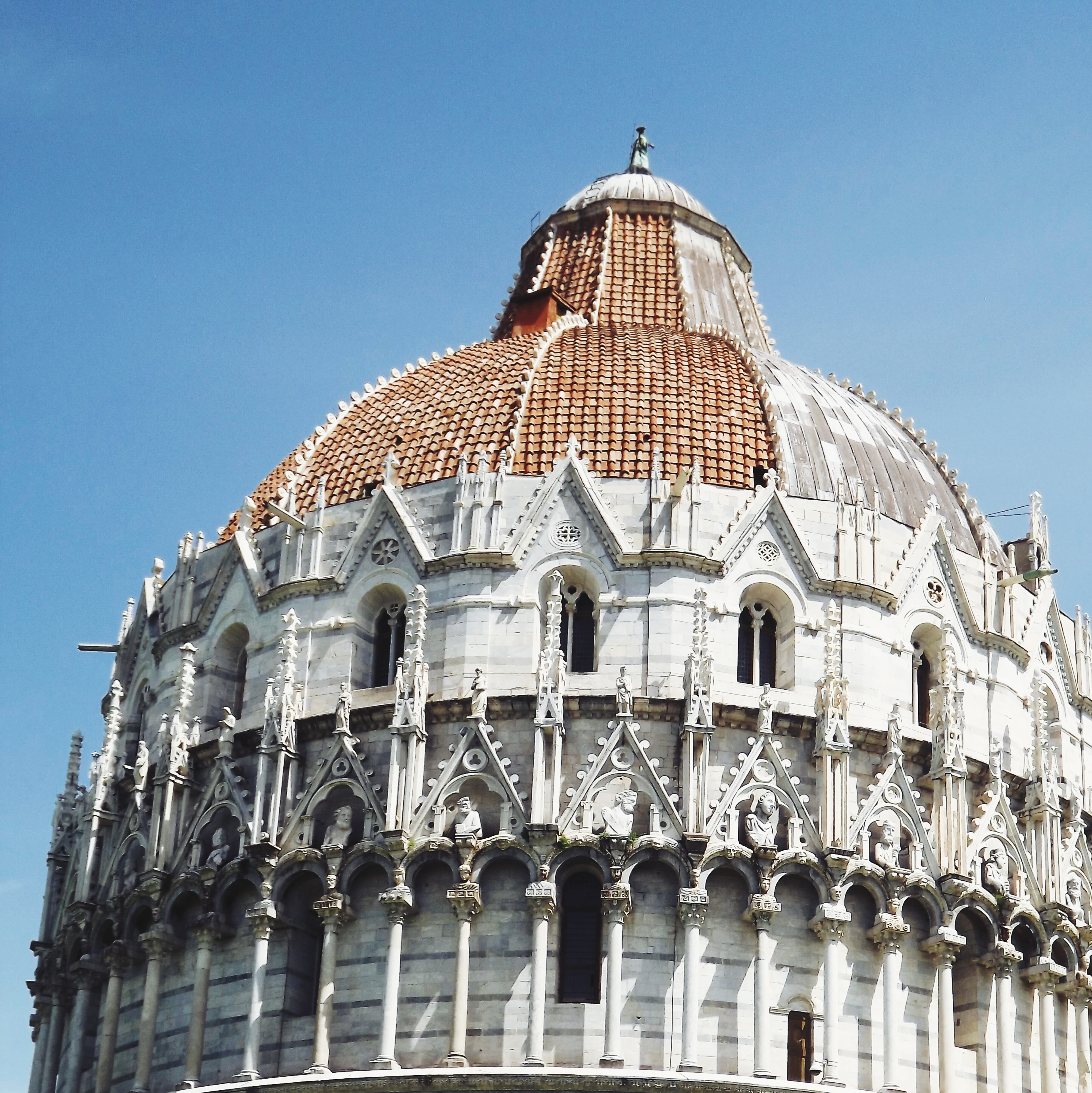
Detalle del baptisterio de Pisa

En los autores antiguos se dice poco en cuanto a la forma y adornos de los baptisterios o al menos lo que de ellos se dice es muy incierto. He aquí lo que dice Fleuri sobre la fe de Anastasio, de Gregorio de Tours y de Durando en sus notas sobre el pontificado atribuido al papa Dámaso:

El bautisterio regularmente era redondo, teniendo un hoyo al que se bajaba por algunas escaleras para entrar en el agua; propiamente era un baño. Luego estaba limitado a una gran cuba de mármol o de pórfido como una bañera, por último se reducía a una pila como son en el día las fuentes. Estaba adornado el bautisterio de pinturas análogas al sacramento y alhajado con muchos vasos de oro y de plata para guardar los santos óleos y verter el agua. Muchas veces estos vasos tenían la figura de corderos o ciervos para representar el Cordero cuya sangre nos purifica y para manifestar el deseo de las almas que buscan a Dios, como el ciervo sediento busca la fuente, según la expresión del Ps. 11. Se veía también en el bautisterio la imagen de San Juan Bautista y una paloma de oro o de plata colgada para representar mejor toda la historia del bautismo de Jesucristo y la virtud del Espíritu Santo, que desciende sobre el agua bautismal. Aun algunos decían el Jordán en lugar de las fuentes.
Costumbres de los cristianos tit. 36.

Lo que añade Durando, que los ricos ornamentos con que el emperador Constantino había adornado el bautisterio de la Iglesia de Roma eran como un recuerdo de la gracia que había recibido de manos del papa San Silvestre, es evidentemente falso, porque en el día está demostrado que este príncipe se bautizó en Nicomedia, poco tiempo antes de su muerte.
En el principio, no hubo bautisterios, sino en las ciudades episcopales, de donde procede que el rito ambrosiano no permite que se haga la bendición de las pilas bautismales la víspera de Pascua y de Pentecostés en otra parte que en la iglesia metropolitana de las que las iglesias parroquiales llevaban el agua bendita para mezclarla con otra; después se les ha concedido tener bautisterios o pilas particulares. En la iglesia de Meaux, los curas de la ciudad, llevaban a bautizar los niños a las pilas de la iglesia catedral, desde el sábado santo, hasta el sábado siguiente. Es un derecho unido a la parroquia titular y a algunas agregadas, pero no a todas, ni a las capillas y monasterios, que si lo tienen, no lo poseen sino por privilegio y concesión de los obispos.

### Baptisterios modernos

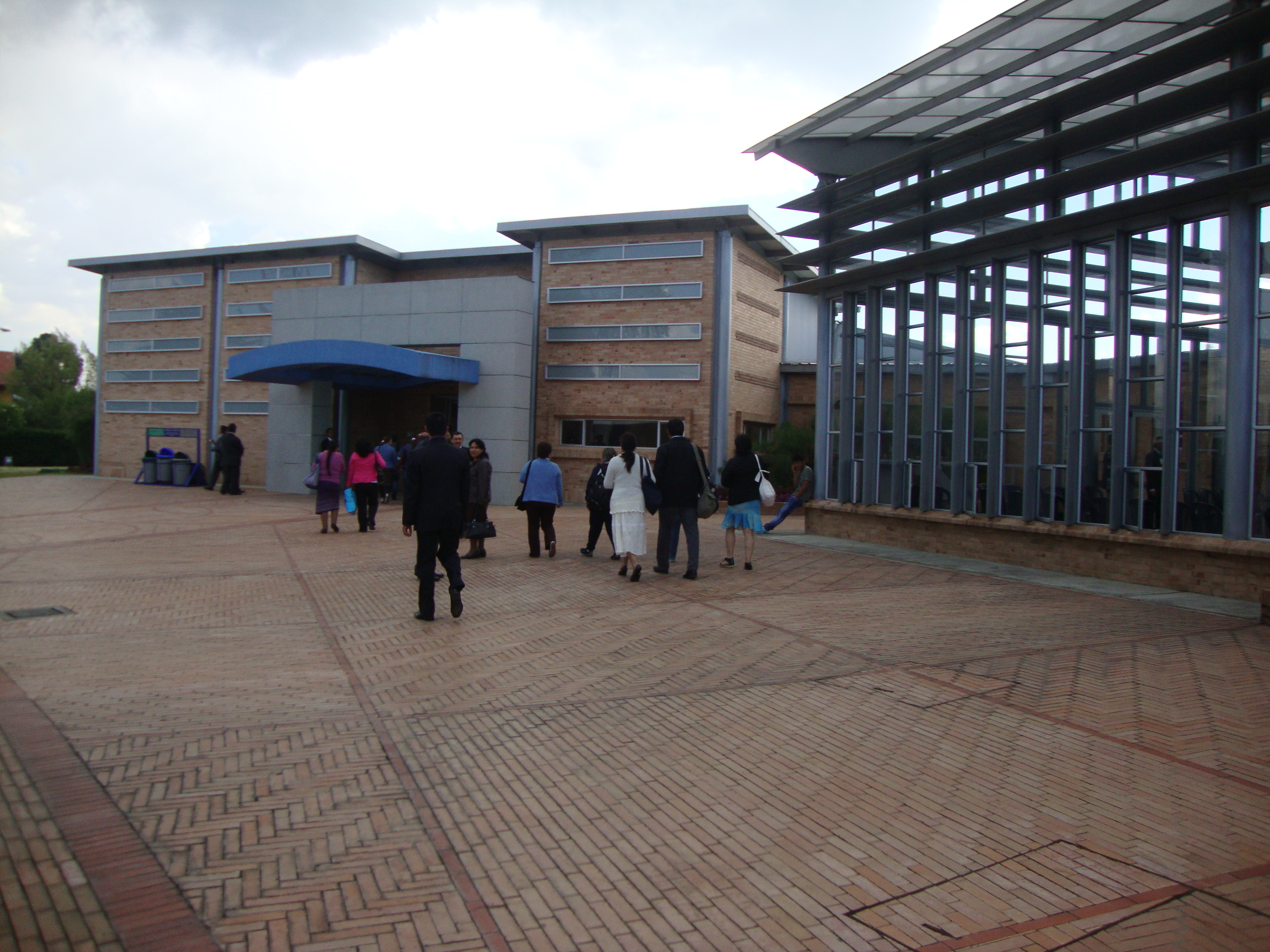
Fachada del baptisterio de Cota (Colombia), de la IDMJI.

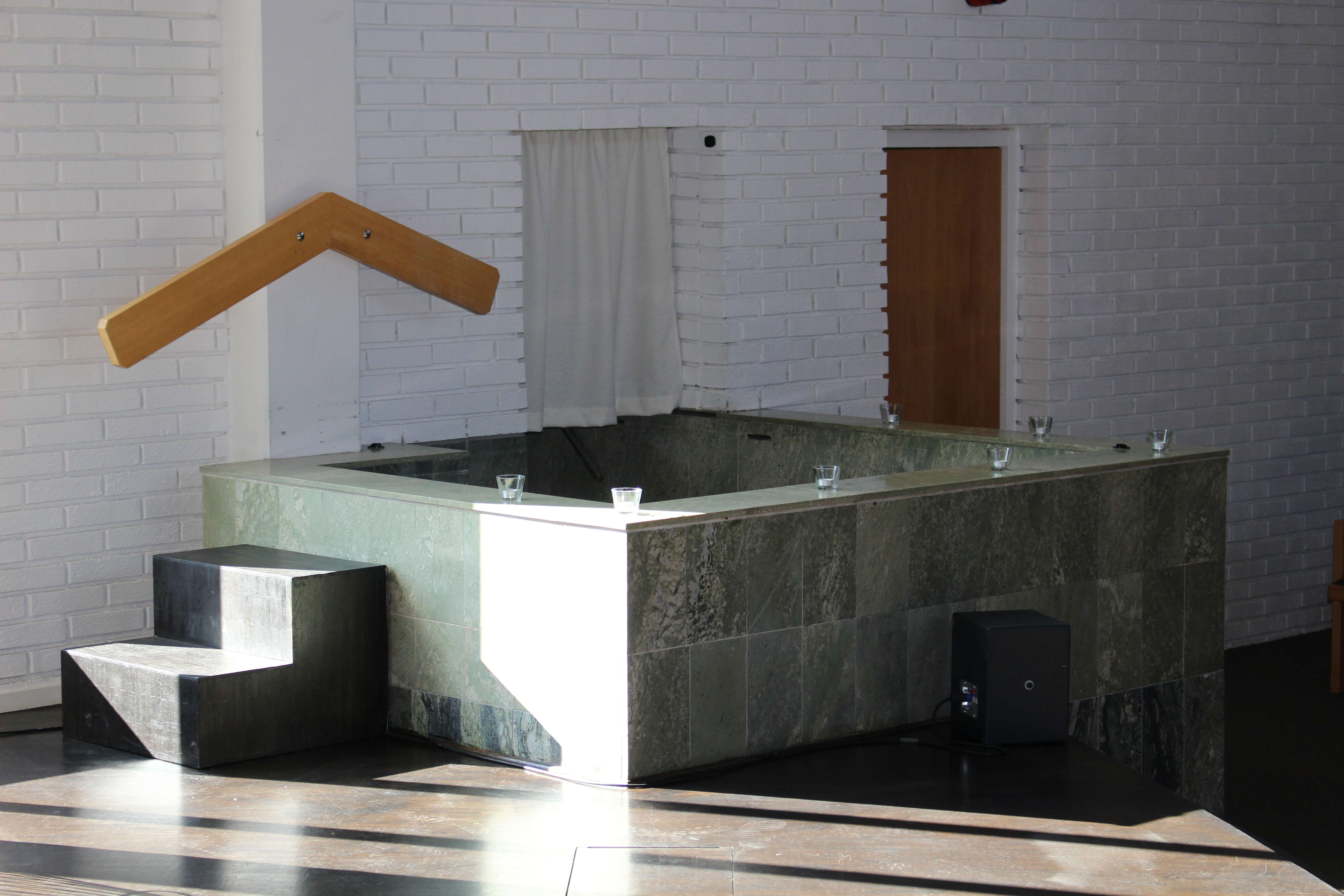
Baptisterio en la Iglesia pentecostal de Västerås, en 2018, en Suecia

Aunque no es algo común, algunas confesiones cristianas han construido modernos baptisterios. En estos baptisterios de reciente construcción, suele primar la funcionalidad, sobre cualquier otro aspecto especialmente de índole decorativo.